# San Francisco (Be Sure to Wear Flowers in Your Hair)
San Francisco (Be Sure to Wear Flowers in Your Hair) è una canzone scritta da John Phillips e cantata da Scott McKenzie. È stata scritta e pubblicata nel giugno del 1967 per promuovere il Festival di Monterey.

## Il brano
San Francisco fu inserita nell'album di debutto dell'artista, The Voice of Scott McKenzie, nel 1967 e poi nella prima raccolta, dal titolo omonimo.
La canzone di McKenzie fu subito una hit. Il testo diceva "If you're going to San Francisco, be sure to wear some flowers in your hair" ("Se stai andando a San Francisco, non dimenticare di mettere qualche fiore tra i capelli"). San Francisco, dal 13 maggio del 1967, fu quarta tra le hit del Billboard Hot 100, negli Stati Uniti. Nel frattempo la canzone salì al primo posto in Inghilterra e nella maggior parte dell'Europa. Il singolo raggiunse i cinque milioni di copie in tutto il mondo.
La canzone è apparsa in molti film, tra i quali Frantic, The Rock e Forrest Gump.

## Tracce
Lato A
1. San Francisco (Be Sure to Wear Flowers in Your Hair) – 2:56

Lato B
1. What's the Difference

## Cover
San Francisco è stata incisa anche da Petula Clark per il suo album del 1967, These Are My Songs. È stata inoltre usata dai Led Zeppelin estensivamente durante l'esecuzione di Dazed and Confused in un loro concerto; e l'hanno rifatta allo stesso modo per il loro concert film dal titolo The Song Remains the Same.
Nel 1967, Bobby Solo incise la versione italiana San Francisco, inclusa nell'omonimo album, con testo di Mogol, solo apparentemente fedele all'originale.
Nel 2004 il DJ Benny Benassi con i Global Deejays pubblicò un remix dal titolo The Sound of San Francisco, contenente un missaggio del brano con California Dreamin' dei Mamas and Papas.
I Me First and the Gimme Gimmes hanno inserito una cover punk di questa canzone nel loro album Blow in the Wind.
Un'altra versione, dell'orchestra 101 Strings, è stata usata nel film Nato il quattro luglio, di Oliver Stone (1989).